# 馬嵩
馬嵩（1404年—？），字中嶽，河南歸德府陳州人，民籍，明朝政治人物。

## 生平
宣德七年（1432年）壬子科河南鄉試第六名舉人，八年（1433年）中式癸丑科會試第五十七名，三甲第三十名進士。正統三年六月授行在大理寺右評事，九年十月升福建佥事、提督屯种，十四年十一月坐守备不设，当充军，遇赦降盐课司大使。天順元年（1457年）十一月起調陕西佥事。

## 家族
曾祖馬善甫；祖父馬士隆，元朝汝州衛鎮撫；父馬友鄰。母吳氏。嚴侍下。兄荣、雄。娶田氏。